# Собчаково
Собчаково — село в Сапожковском районе Рязанской области России, входит в состав Морозово-Борковского сельского поселения.

## Географическое положение
Село расположено на реке Пара в 18 км от районного центра — посёлка Сапожок. Деревня граничит с селом Морозовы-Борки. Через населённый пункт проходит шоссе Сапожок — Сараи.

## История
В качестве «пустоши» Сапчаково упоминается еще в XV веке, в отказной книге 1662 года названо уже селом. Сапчаково в качестве села с церковью Архистратига Божия Михаила упоминается в окладных книгах 1676 года. Обветшавшая Архангельская церковь была заново перестроена в 1782 году. В 1823 году при ней была устроена колокольня, в 1869 году за ветхостью церковь была разобрана. В том же году была построена новая деревянная Архангельская церковь с приделами св. Димитрия Ростовского и в честь иконы Божьей Матери Боголюбской. Церковь эта крестообразной формы имела в длину 40, в ширину 24 аршина, одновременно с церковью устроены колокольня и ограда. В построении церкви участвовали все прихожане, но из них главным жертвователем была помещик Илья Иванович Писарев.
В XIX — начале XX века село входило в состав Морозово-Борковской волости Сапожковского уезда Рязанской губернии. В 1906 году в селе было 309 дворов.
С 1929 года село являлось центром Собачковского сельсовета Сапожковского района Рязанского округа Московской области, с 1935 года — в составе Можарского района, с 1937 года — в составе Рязанской области, с 1959 года — в составе Сапожковского района, с 2005 года — в составе Морозово-Борковского сельского поселения.

## Население
| 1859 | 1897  | 1906  | 2010 |
| ---- | ----- | ----- | ---- |
| 1348 | ↗2045 | ↗2300 | ↘305 |

## Экономика
Сельское хозяйство, предприятие «Аксан»: зерноводство, работает около 20 человек..
В самом Собчаково есть почта,2 магазина все работает, также почти каждый день по селу ездят автолавки.
Также есть рядом в Морозовы-Борки бар, два продуктовых магазина и магазин промтоваров.

## Известные люди
В деревне родился участник Великой Отечественной войны Герой Советского Союза Иван Кириллович Климанов.